# Southern Regional Council
Le Southern Regional Council (SRC) est une organisation réformiste créée en 1944 pour éviter la violence et promouvoir l'égalité raciale dans le sud des États-Unis. L'inscription des électeurs et des campagnes de sensibilisation politique sont utilisées à cette fin. Le SRC est issu de la Commission on Interracial Cooperation. Son siège social est situé à Atlanta, en Géorgie. 

## Histoire
La Commission on Interracial Cooperation (CIC) est créée en 1919, en réponse à l'augmentation des tensions entre les Américains blancs et les soldats noirs revenant des combats en Europe après la Première Guerre mondiale. Bien que la plupart des Afro-Américains vivent encore dans le Sud, la Grande Migration avait commencé vers les villes industrielles du Nord et du Midwest, et des milliers de Noirs vivaient dans de nouveaux environnements urbains. Ils devaient souvent concurrencer les immigrants et les Blancs pour les emplois et le logement. Au cours de l'été 1919, des émeutes raciales éclatent dans de nombreuses grandes villes alors que les Blancs attaquent les Noirs. Les anciens combattants afro-américains et d'autres ont résisté à être traités comme des citoyens de seconde classe et ont riposté, en particulier à Chicago et à Washington, DC pendant ce qu'on a appelé l'« été rouge » à cause des violences. Les vétérans noirs du Sud étaient confrontés à l'attente qu'ils se soumettent aux lois Jim Crow et les lynchages d'hommes noirs ont augmenté après la guerre, y compris de certains vétérans en uniforme. 
Pendant la Seconde Guerre mondiale, les membres du CIC réalisent que le même problème pouvait se reproduire pendant et après cette guerre. En 1943, des dirigeants du CIC, dont le sociologue Howard W. Odum, tiennent une série de conférences à Durham, en Caroline du Nord, Richmond, Virginie et Atlanta, Géorgie. En conséquence, ils forment le Southern Regional Council avec Odum choisi comme chef de file. Le CIC est fusionné avec le nouveau SRC en 1944. Le SRC a été créé « pour atteindre par la recherche et l'action les idéaux et les pratiques d'égalité des chances pour tous les peuples de la région ».
Le SRC a exhorté les Blancs à aider les Noirs à obtenir l'égalité des droits. Comme le CIC avant lui, le SRC est une coalition d'avocats, d'ecclésiastiques et de rédacteurs en chef de journaux de treize États du sud. Bien que le groupe soit bi-racial et comprenait des hommes et des femmes, la majorité de ses membres étaient blancs.
Au départ, Odum cherchait à instaurer l'égalité raciale dans le sud des États-Unis en améliorant les conditions économiques, sociales et politiques. La SRC a évité de prendre publiquement position contre la ségrégation légale, estimant que cela entraverait la progression vers ses objectifs de planification économique. Les critiques de cette approche, comme l'auteure militante Lillian Smith, pensaient que le SRC devrait condamner la ségrégation légale imposée par l'État. En 1949, la SRC déclare dans une résolution que la ségrégation « constitue en soi une discrimination et une inégalité de traitement ». En conséquence, de nombreux Blancs ont quitté la SRC, ce qui a entraîné une baisse de près de la moitié des effectifs en 1954.

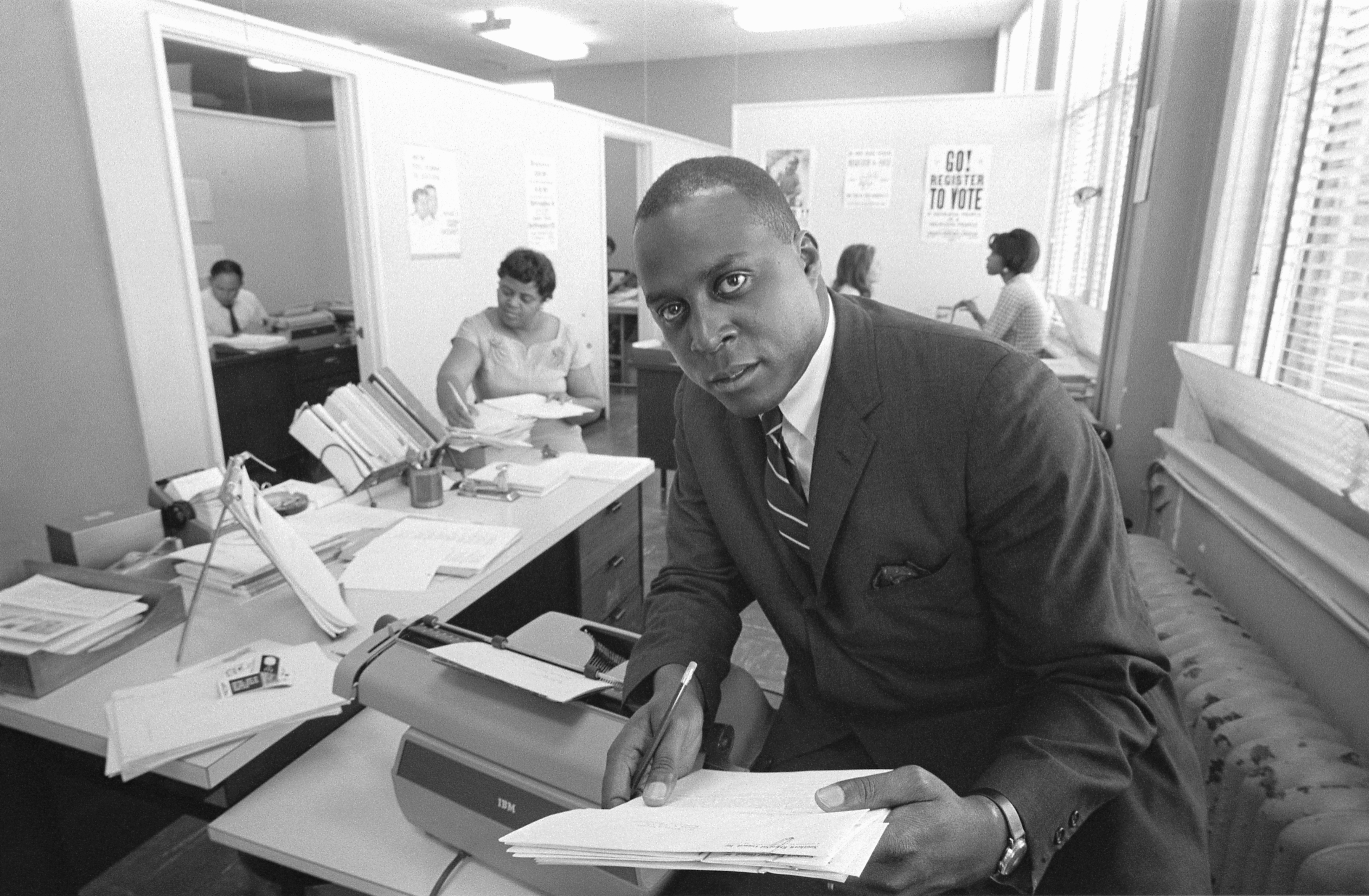
Vernon Jordan travaillant sur un projet d'éducation des électeurs en 1967.